# Kellie’s Castle

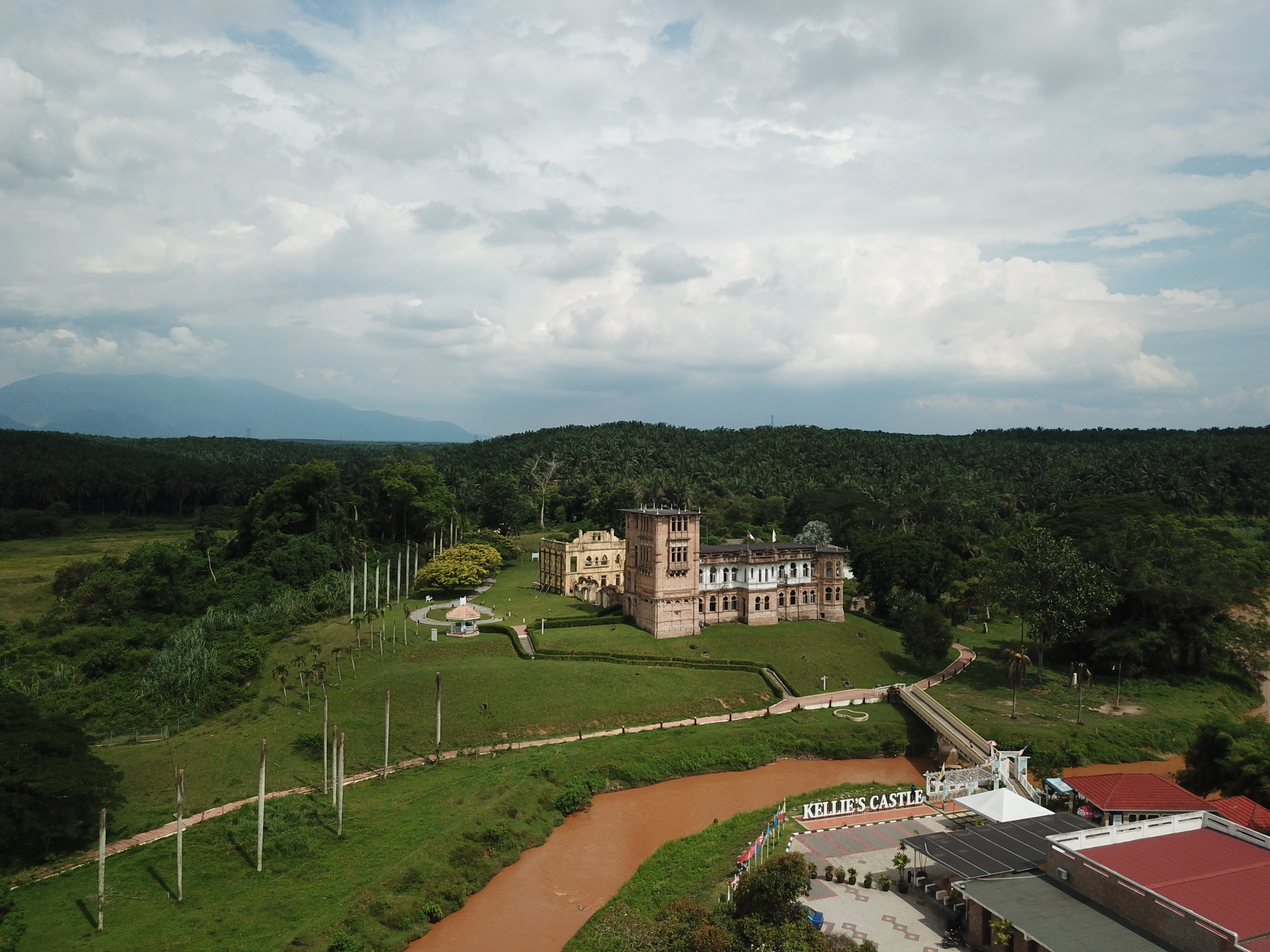
Kellie’s Castle (2018)

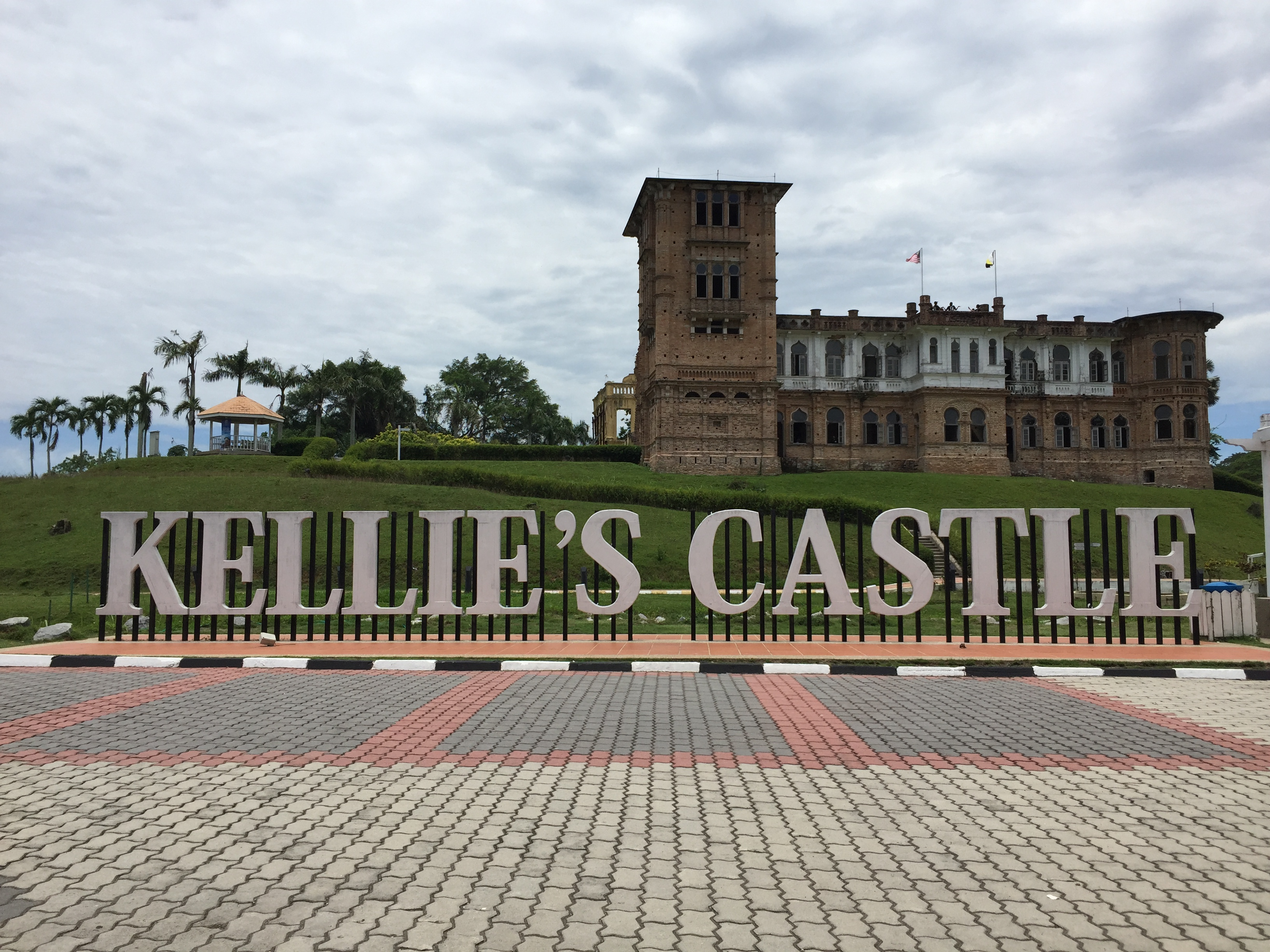
Haupteingang des Kellie’s Castle (2017)

Kellie’s Castle (auch Kellie’s Folly) ist ein Schloss in Batu Gajah, Distrikt Kinta, Perak in Malaysia am Sungai Raya (Raya River), einem kleinen Bach am Kinta River. Das unvollendete und in Teilen zerstörte Herrenhaus wurde für den schottischen Kautschuk-Pflanzer und Zinn-Unternehmer William Kellie-Smith gebaut. Es ist heute eine Touristenattraktion. 

## Der Bauherr und sein Schloss
William Kellie Smith (1870–1926) wurde 1870 in Kellas am Moray Firth in Schottland geboren und kam 1890 als Bauingenieur nach British Malaya. Er schloss sich der Vermessungsfirma von Charles Alma Baker an, der die Landesregierung die Rodung von 9000 Hektar Wald in Batu Gajah genehmigt hatte. Mit den beträchtlichen Gewinnen, die er aus seiner Geschäftsbeziehung mit Baker erzielt hatte, kaufte Smith 1000 Hektar Dschungelland im Bezirk Kinta, begann mit dem Pflanzen von Gummibäumen und versuchte sich im Zinnbergbau.
Später nannte er sein Landgut Kinta Kellas nach seinem heimischen Bauernhof Easter Kellas. Smith war auch Eigentümer der Kinta Kellas Tin Dredging Company. Nachdem sein Vermögen gemacht worden war, kehrte er nach Hause zurück, um seine schottische Geliebte Agnes zu heiraten, und brachte sie 1903 nach Malaya. Sie hatten im folgenden Jahr eine Tochter namens Helen. 1909 baute Smith seine erste Villa Kellas House, die sogar am 15. September 1911 in der London-Financier-Zeitung erwähnt wurde.
Berichten zufolge handelt es sich bei dem Gebäude entweder um ein Geschenk für seine Frau oder um ein Zuhause für seinen Sohn. Die Fertigstellung scheiterte am Ausbruch der Spanischen Grippe unter den Bauarbeitern, die fast alle starben. Smith war nach Portugal gereist, um persönlich eine Aufzugsanlage für das sechsstöckige Gebäude zu kaufen. Auf der Überfahrt starb er an einer Lungenentzündung. Seine Familie kehrte nach Schottland zurück.